# Просолов, Иван Васильевич
Иван Васильевич Просолов  (1916—1959) — советский танкист. Участник вооружённого конфликта на реке Халхин-Гол. Герой Советского Союза (1939). Старшина.

## Биография
Иван Васильевич Просолов родился 19 октября 1916 года в селе Александровка Путивльского уезда Курской губернии Российской империи (ныне село Бурынского района Сумской области Украины) в крестьянской семье. Украинец. Образование начальное. После школы работал в колхозе. В 1933 году Иван Васильевич переехал в город Гнивань Тывровского района Винницкой области, где до призыва на военную службу трудился чернорабочим на местном сахарном заводе.
В ряды Рабоче-крестьянской Красной Армии И. В. Просолов был призван в сентябре 1937 года. Окончил школу младших командиров. Служил механиком-водителем танка в Забайкальском военном округе. Участник боёв с японскими милитаристами на реке Халхин-Гол с июля 1939 года. Механик-водитель танка БТ-5 3-го отдельного танкового батальона 11-й лёгкой танковой бригады 57-го особого стрелкового корпуса младший комвзвод И. В. Просолов особо отличился в Баин-Цаганском сражении 3-5 июля 1939 года.

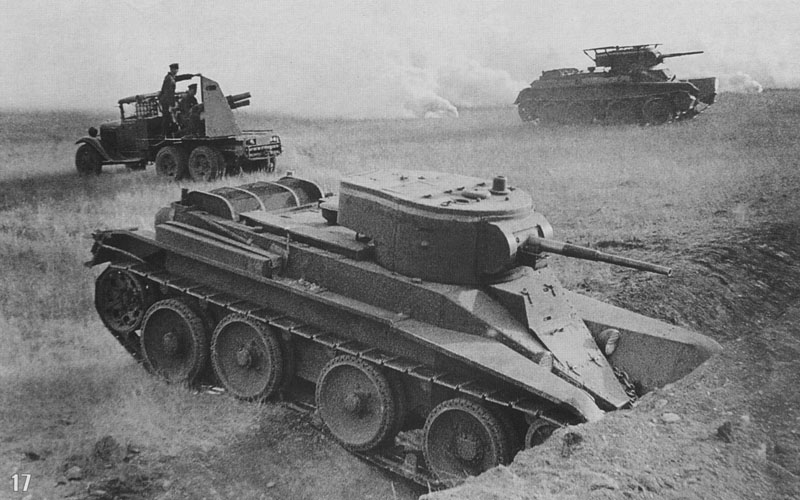
Танк БТ-5 во время учебного боя

После провала наступления в мае 1939 года японцы не оставили планов вторжения на территорию МНР. Стягивание японцами дополнительных резервов к реке Халхин-Гол не оставляло у советского командования сомнений, что противник попытается взять реванш. Оставалось неизвестным только место нанесения главного удара. В целях укрепления обороноспособности советских войск в районе военного конфликта и возможности оперативного реагирования на изменение обстановки командующим 57-м особым стрелковым корпусом Г. К. Жуковым был сформирован подвижный резерв, в который вошли 11-я лёгкая танковая бригада, 7-я мотобронебригада и 24-й мотострелковый полк. В то же время японское командование разработало план, согласно которому основные силы японской группировки должны были форсировать Халхин-Гол, закрепиться на склонах горы Баян-Цаган, откуда стремительным ударом выйти к советским переправам и отрезать, а затем разгромить подразделения 57-го особого стрелкового корпуса на восточном берегу реки.
Японское наступление, получившее кодовое название «Второй период номонханского инцидента», началось 2 июля 1939 года. Японские танки общей численностью до 80 машин атаковали советский плацдарм на восточном берегу Халхин-Гола и вклинились в оборону советских войск на участке 149-го стрелкового полка. Оперативный резерв корпуса начал подготовку к переброске на восточный берег, сосредоточившись в районе горы Хамар-Даба, но ночью в штаб корпуса поступило донесение, что японские войска форсировали Халхин-Гол и закрепляются на склонах горы Баян-Цаган. Оперативный резерв сразу же был перенацелен на ликвидацию вражеского прорыва. К 10 часам утра 3 июля 1939 года 11-я лёгкая танковая бригада вышла в заданный район, однако мотострелки потеряли ориентировку и сильно опаздывали. Чтобы не утратить элемент внезапности комкор Жуков решил начать атаку танками без прикрытия мотопехоты. К моменту начала атаки противник успел сосредоточить на горе Баян-Цаган более десяти тысяч солдат и офицеров, около 100 лёгких артиллерийских орудий и до 60 орудий противотанковой обороны.
В 10 часов 45 минут 3-й танковый батальон капитана С. В. Канавина, в котором служил механик-водитель И. В. Просолов, совместно с пушечными бронемашинами бронедивизиона 6-й кавалерийской дивизии Монгольской народно-революционной армии начал атаку западного склона горы. Противник встретил танкистов мощным артиллерийским огнём. БТ-5 Просолова был подбит, но Иван Васильевич, оставшись в танке, продолжал вести огонь по противнику из пушки и пулемёта. Запертые на вершине горы японцы в течение 3 и 4 июля несколько раз предпринимали яростные контратаки. В течение 40 часов младший комвзвод Просолов, находясь в окружении, вёл бой с врагом, уничтожив за это время до роты солдат и офицеров неприятеля. Когда 5 июля 1939 года японцы были выбиты с горы, Иван Васильевич пересел в другую машину и продолжил разгром врага. Указом Президиума Верховного Совета СССР от 29 августа 1939 года младшему командиру взвода Просолову Ивану Васильевичу было присвоено звание Героя Советского Союза.
В январе 1940 года старшина И. В. Просолов по состоянию здоровья был демобилизован из армии. Иван Васильевич вернулся в Александровку. До начала Великой Отечественной войны работал заместителем председателя колхоза. После освобождения Красной Армией Сумской области в 1943 году И. В. Просолов был председателем Александровского сельского совета. Затем работал завхозом и бригадиром дорожной бригады в колхозе «Красный партизан». В последние годы жизни Иван Васильевич тяжело болел. 27 апреля 1959 года он скончался. Похоронен в селе Александровка Бурынского района Сумской области Украины.

## Награды
- Медаль «Золотая Звезда» (29.08.1939);
- орден Ленина (29.08.1939);
- орден Красного Знамени (Монгольская Народная Республика).